# Хилберт, Энди
Энди Хилберт (англ. Andy Hilbert; род. 6 февраля 1981, Лансинг, Мичиган) — американский хоккеист, крайний нападающий.
На драфте НХЛ 2000 года выбран во 2 раунде под общим 37 номером командой «Бостон Брюинз». 6 ноября 2005 года обменян в «Чикаго Блэкхокс». 9 марта 2006 года приобретён с драфта отказов командой «Питтсбург Пингвинз». 4 июля 2006 года как неограниченно свободный агент подписал контракт с «Нью-Йорк Айлендерс». В 2009 году, в качестве свободного агента Хилберт был подписан «Миннесотой». 18 августа 2010 года он вернулся в «Айлендерс». Однако из-за травм принял решение завершить карьеру.

## Статистика

### Командная
```
                                            
                                            --- Regular Season ---  ---- Playoffs ----
Season   Team                        Lge    GP    G    A  Pts  PIM  GP   G   A Pts PIM
--------------------------------------------------------------------------------------
1998-99  US Jr. National Team        USHL   46   23   35   58  140  --  --  --  --  --
1999-00  U. of Michigan              NCAA   38   17   16   33   47
2000-01  U. of Michigan              NCAA   42   26   38   64   72
2001-02  Providence Bruins           AHL    72   26   27   53   74   2   0   0   0   2
2001-02  Boston Bruins               NHL     6    1    0    1    2  --  --  --  --  --
2002-03  Providence Bruins           AHL    64   35   35   70  119   4   0   1   1   4
2002-03  Boston Bruins               NHL    14    0    3    3    7  --  --  --  --  --
2003-04  Providence Bruins           AHL    19    3    5    8   20  --  --  --  --  --
2003-04  Boston Bruins               NHL    18    2    0    2    9   5   1   0   1   0
2004-05  Providence Bruins           AHL    79   37   42   79   83  17   7  14  21  27
2005-06  Norfolk Admirals            AHL     5    3    4    7    2  --  --  --  --  --
2005-06  Chicago Blackhawks          NHL    28    5    4    9   22  --  --  --  --  --
2005-06  Pittsburgh Penguins         NHL    19    7   11   18   16  --  --  --  --  --
2006-07  New York Islanders          NHL    81    8   20   28   34   5   0   0   0   2
2007-08  New York Islanders          NHL    70    8    8   16   18  --  --  --  --  --
2008-09  New York Islanders          NHL    67   11   16   27   22  --  --  --  --  --
--------------------------------------------------------------------------------------
         NHL Totals                        303   42   62  104  130  10   1   0   1   2

```

### Международная
```

Year 	National Team 	          Event    GP 	 G    A   Pts 	PIM
--------------------------------------------------------------------
1999 	United States 	            WJC     6 	 2    3    5 	 0
2000 	United States 	            WJC     7 	 1    1    2 	 0
2001 	United States 	            WJC     7 	 4    5    9 	 6
2002 	United States 	             WC     7 	 2    1    3 	 6
2004 	United States 	             WC     6 	 0    0    0 	 2
2006 	United States 	             WC     7 	 0    3    3 	10
--------------------------------------------------------------------
WJC(ЧМ U20)             	           20 	 7    9   16 	 6
WC (ЧМ)              	                   20 	 2    4    6 	18

```